# Política (Aristòtil)
Política,(grec Πολιτικά) és una obra de filosofia política d'Aristòtil. Al final de l'Ètica a Nicòmac, Aristòtil va declarar que de la investigació sobre l'ètica es dedueix necessàriament la política, i les dues obres són sovint considerades com a parts d'un tractat més ampli, o potser conferències connectades, que tracten la filosofia "dels assumptes humans". El títol de la Política significa literalment "les coses relatives a la polis."

## Composició
El caràcter literari de la Política está subjecta a certa controvèrsia, que sorgeixen de les dificultats textuals de les pèrdues de moltes obres d'Aristòtil. El libre III acaba amb una frase que es repeteix gairebé textualment al començament del llibre VII, mentre que els llibres IV-VI semblen tenir un sabor molt diferent a la resta, el llibre IV, sembla fer referència diverses vegades a la discussió dels millors règims continguts als llibres VII-VIII. Alguns editors han inserit tant, els llibres VII-VIII després del llibre III. Al mateix temps, però, les referències als discursos "en la política" que es produeixen en l'Ètica a Nicómac suggereixen que el tractat en el seu conjunt ha de concloure amb la discussió de l'educació que es produeix en el llibre VIII de la Política.
Werner Jaeger va suggerir que la Política en realitat representa la fusió de dos tractats diferents. El primer (llibres I-III, VII-VIII) representaria una obra menys madura, ja que Aristòtil encara no havia trencat totalment amb Plató i, per tant, mostren un major èmfasi en el millor règim. La segona (Llibres IV-VI) seria més empírica i, per tant, pertanyen a una etapa posterior del desenvolupament.
Carnes Lord ha argumentat en contra de la suficiència d'aquest punt de vista, però, pren nota de les nombroses referències creuades entre les obres suposadament separades de Jaeger i qüestiona la diferència de to que Jaeger va veure entre ells. Per exemple, el Llibre IV assenyala explícitament la utilitat d'examinar els règims actuals (focus empíric de Jaeger) per determinar el millor règim (enfocament platònic de Jaeger). En el seu lloc, Lord, suggereix que Política és en realitat un tractat acabat, i que els llibres VII i VIII són propis d'entre els llibres III i IV, que atribueix la seva ordre actual a un error de transcripció purament mecànics.
Una tercera possibilitat és que Aristòtil preveia reorganitzar les ja completades polítiques, però va morir abans que fos capaç de fer-ho. El tractat inicial hauria tingut els llibres VII-VIII entre Llibres III i IV, però més tard altres compiladors havien alterat l'ordre sobre la base d'una prevista revisió proposada per l'Ética a Nicòmac. Per aquesta teoria seria necessari que la nostra versió de l'Ética a Nicòmac fos posterior en data que la versió de la Política.

## Classificació aristotèl·lica
Després d'estudiar una sèrie de constitucions reals i teòriques de ciutats estat, Aristòtil va classificar d'acord amb diferents criteris. D'una banda hi ha les veritables (o bones) constitucions, que són considerades com a tals perquè el seu objectiu és per al bé comú, i en l'altre costat les de la perversió (o desviació), considerades com a tals perquè el seu objectiu és per al benestar de només una part de la ciutat. Les constitucions es classifiquen en funció del "nombre" dels que participen de les magistratures: un, alguns, o molts. La classificació de sis d'Aristòtil és lleugerament diferent a la trobada al Polític de Plató. El diagrama següent mostra la classificació d'Aristòtil.

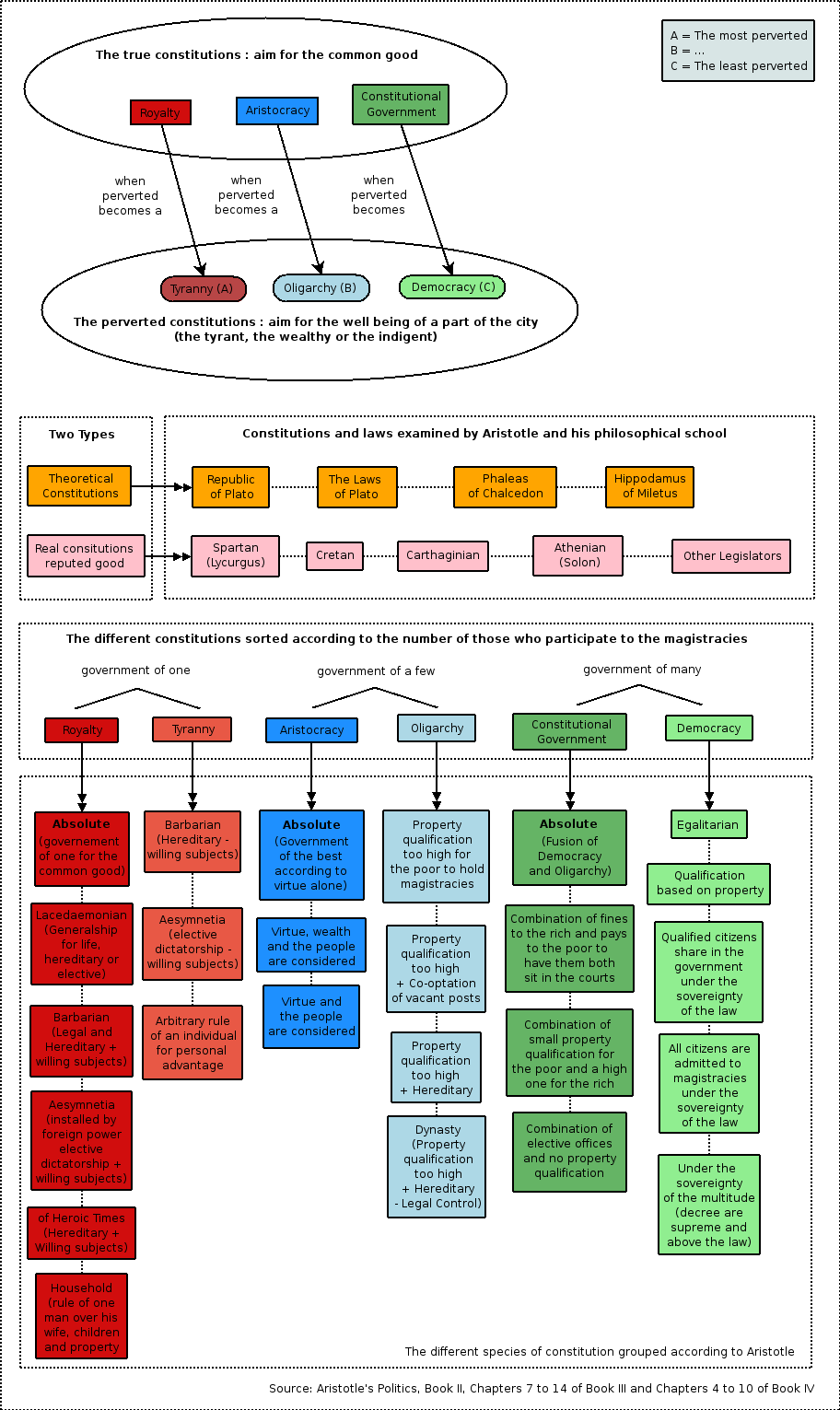
Classificació de les constitucions segons Aristòtil